# スクールカウンセラー
スクールカウンセラー (SC) は、教育機関で心理相談業務に従事する心理職専門家の職業名、および当該の任に就く者を指す。学校カウンセラーの俗称も散見される。本項は、隣接職種であるスクールアドバイザー (SA)、スクールソーシャルワーカー (SSW) についても記載する。

## 概要
児童・生徒・学生の不登校や校内外の問題行動などの対応や指導で、専門的な心理学知識や心理援助知識が求められる事例が近年増えた。各教育機関で高度な専門的知識を有し、心理相談業務に従事する心理職専門家がスクールカウンセラーである。
広義では国公私立を問わず、小学校、中学校、高等学校、大学ほか、全ての教育機関の校内・学内にある相談室などに勤務する心理職を指すことがある。教育機関に関わる災害や事故、あるいは事件・犯罪・自殺などの緊急時に、地方自治体が被災者・被害者の心のケアのため学校などの現場に派遣する「緊急支援チーム（クライシス・レスポンス・チーム：CRT）」の、精神科医、臨床心理士、保健師、精神保健福祉士ら専門家スタッフを指す場合がある。
狭義では文部科学省のスクールカウンセラー事業で、後述する任用規程のスクールカウンセラー資格要件に掲げられた、高度な臨床心理学／精神医学的専門知識を有する心理職専門家を指し、法的身分は地方自治体・教育委員会からの任用を受けた特別職である。

### 第三者性・外部性の確保
広義・狭義いずれの場合においても、従事する業務は「心理相談」であるために既存の教職員と異なり、各児童・生徒・学生の成績評価などを行わず、保護者や他の教職員とも利害関係が存在しない「第三者性」「外部性」を有する心理職専門家であることが、スクールカウンセラーの倫理的な大前提として特に必要とされている。「第三者性」「外部性」の重要性は文部科学省の現場調査で、『教員とは異なり、成績の評価などを行わない第三者的な存在であるため、児童・生徒・保護者が気兼ねなくカウンセリングを受けることができた』『“児童・生徒と教員”とは別の枠組み・人間関係で相談することができる』など、利用者らから実感として報告され、報告を踏まえた調査研究で文部科学省は、「高度な専門性」と同時に「第三者性・外部性」の両立を、スクールカウンセラー任用上の意義として特に重要視している。
在職教職員が研修などを受講後に兼務、退職教職員OBが指導経験を活かすために登用など「教職員としての立場の延長線上にある“当事者”や“関係者”」が児童・生徒・学生に関わる場合は、臨床心理学／精神医学分野の「高度な専門的知識の担保」に加えて既存の教職員と異なる「第三者性・外部性の確保」も曖昧となり、専門的かつ中立的な立場で心理相談業務を担うスクールカウンセラー本来の位置づけと異なる。他分野の心理カウンセラーも同様に大前提とされ、「二重関係（多重関係）の回避」として倫理上の義務とされる。
これらはアカデミックハラスメントなどハラスメント関連問題の対策と共通し、国公私立や小中高大などを全て含む広義のスクールカウンセラーも狭義のスクールカウンセラーである文部科学省の任用規程にならい、「公認心理師」「臨床心理士」「精神科医」「大学教員」などを資格要件として掲げて校外・学外から別途招き、「高度な専門的知識の担保」と「第三者性・外部性の確保」の両方を満たした上でメンタルヘルスの担い手として委嘱契約などを交わし、業務上配慮している。

## 歴史

### 公立学校対象事業
メンタルケア先進国であるアメリカでは、1975年の「Education of All Handicapped Children Act」の施行などにより、1970年代には既に、教育機関における心理職専門家「school psychologist」が社会的認知を得る土壌が築かれていたが、日本で心理職専門家が各教育機関に公的に参画して「スクールカウンセラー」として認知を得る契機は、1995年度から旧文部省が開始したスクールカウンセラー事業である。
同事業は「スクールカウンセラー活用調査研究委託事業」として開始初年度に全国154校の各都道府県立小学校、中学校、高等学校へ心理職専門家としてスクールカウンセラーを配置や派遣した。2001年度から文部科学省が「スクールカウンセラー活用事業補助」と事業名を新たにし、全公立中学校へ配置と派遣を目的に本格制度化された。同事業開始後のスクールカウンセラー配置・派遣校は全国10,000校を超え、2008年度から全公立学校へ配置・派遣を計画的に推進する。

### 私立学校対象事業
文部科学省のスクールカウンセラー事業で直接対象とされない私立学校が、新たにスクールカウンセラーを導入や継続的にスクールカウンセラーを配置する場合は、1975年から都道府県に対して行われている「私立高等学校等経常費助成費補助 ※「高等学校等」は、「高等学校」「中等教育学校」「中学校」「小学校」「幼稚園」「特殊教育諸学校」を指す」を利用することで、文部科学省からの間接的補助を受けることができる。
同補助事業は1975年に議員立法として成立した「私立学校振興助成法」により、各都道府県が私立の「高等学校」「中等教育学校」「中学校」「小学校」「幼稚園」「特殊教育諸学校」への導入や維持する経費は補助事業の対象とされる。都道府県は助成の相談を受け付ける。
臨床心理専門職大学院認証評価機関である日本臨床心理士資格認定協会は、各都道府県臨床心理士会と協力し「私学スクールカウンセラー支援事業」を2010年度から実施している。
同事業は、これまで文部科学省のスクールカウンセラー事業の直接的対象とされてきた公立学校で任用されて職務を担当した臨床心理士が積み重ねた学校臨床の実践的知見を、文部科学省のスクールカウンセラー事業で直接的対象とされていない私立学校へ心理相談業務従事として還元することを目的に全国から公募する。スクールカウンセラー未導入の私立学校は日本臨床心理士資格認定協会が経費のほぼ全額を支援し、スクールカウンセラー導入機会を低負担で提供する。手続きは同事業の募集要項に従い、あらかじめスクールカウンセラーの受入体制などを整え、日本臨床心理士資格認定協会へ応募申請書（同書記入例）を提出し、審査を通過後に経費支援を実施する。

### 共通事業
国公私立を問わず、小学校、中学校、高等学校、大学ほか、全ての教育機関が、新たにスクールカウンセラーの導入を希望する場合や、後任のスクールカウンセラーを配置する場合は、臨床心理士の職能団体である日本臨床心理士会、あるいは各都道府県臨床心理士会に連絡することで、登録会員臨床心理士への求人情報の周知や、臨床心理士の推薦を行う窓口となることが依頼でき、新規導入時・後任募集時の煩雑な周知広報や事務作業の一部分を、臨床心理士会の事務局に委ねることができる。
教育機関に関わる災害や事故、あるいは事件・犯罪・自殺などの緊急時にも、同じく日本臨床心理士会もしくは当該都道府県臨床心理士会に連絡することで、被災者・被害者の心のケアのため、学校などの現場や周辺地域、および事案関係者らを対象に、スクールカウンセラーとして臨床心理士の派遣を依頼できるなど、1989年の設立以来日本臨床心理士会は継続的に地方自治体と連携し、各種支援活動の体制を整えている。

### 東日本大震災被災者支援事業
東日本大震災の支援として文部科学省は、児童・生徒・学生の安全確保などについての対策の一環として、2010年度内に「子どもの健康を守る地域専門家総合連携事業」を緊急活用して臨床心理士の現地派遣を行った後に、2011年度明け以降、被災地域の全ての公立学校においてスクールカウンセラーの緊急心理支援が行えるようにスクールカウンセラー事業の拡充措置を下した。
国内各地へ遠隔地避難者となった児童・生徒・学生は、転校・転学先の教育機関で健康相談や心理相談などの特段の配慮を行うように全国の各地方自治体・各教育委員会・各教育機関などに要請し、スクールカウンセラーの緊急派遣・継続派遣を含む補正予算案を閣議決定した。

## 任用規程・資格要件
文部科学省のスクールカウンセラー事業における任用規程の内容を下記に示す。当初のスクールカウンセラー活用事業補助における「スクールカウンセラー資格要件」を満たす高度な心理職専門家人材が少ない地域などの事情を考慮し、理由に合理性が認められる場合には「スクールカウンセラーに準ずる者」を任用することも可能としたスクールカウンセラー等活用事業実施要領に基づく整備が2009年度より開始されているため、本節の任用規程内容はそちらに準拠する。
- 職務内容
  - 児童・生徒との心理カウンセリング
  - 保護者への助言・援助などの心理コンサルテーション
  - 教職員への助言・援助などの心理コンサルテーション
- 勤務形態
  - 地方公務員法に規定する非常勤の特別職で週8〜12時間（特に必要な場合は30時間までの勤務も可）

### スクールカウンセラー
| スクールカウンセラー                            |                                       |                                           |  |          |
| ↑                                               |                                       |                                           |  |          |
| 各地方自治体・教育委員会の募集要件              |                                       |                                           |  |          |
| ↑                                               |                                       |                                           |  |          |
| 文部科学省の任用規程・資格要件                  |                                       |                                           |  |          |
| 臨床心理士                                      |                                       | 精神科医                                  |  | 大学教員 |
| ↑                                               | ↑                                     | ↑                                         |  |          |
| 臨床心理士資格取得 臨床心理士資格審査合格       | 医師免許取得 医師国家試験合格         | 各大学教員採用要件合格                    |  |          |
| ↑                                               | ↑                                     | ↑                                         |  |          |
| 臨床心理士指定大学院修了 臨床心理学系修士号取得 | 大学医学部卒業 （総合大学／医科大学） | 大学院修了など 学位取得・研究業績発表など |  |          |

- 資格要件
  - 公認心理師
  - 臨床心理士
  - 精神科医
  - 大学教員（児童・生徒の臨床心理に関して高度に専門的な知識および経験を有し、学校教育法第1条に規定する大学の学長、副学長、教授、准教授または講師（常時勤務をする者に限る）の職にある者、またはあった者）

### スクールカウンセラーに準ずる者
- 資格要件
  - 大学院修士課程を修了した者で、心理臨床業務または児童・生徒を対象とした相談業務について、1年以上の経験を有する者
  - 医師で、心理臨床業務または児童・生徒を対象とした相談業務について、1年以上の経験を有する者
  - 大学もしくは短期大学を卒業した者で、心理臨床業務または児童・生徒を対象とした相談業務について、5年以上の経験を有する者

※この「スクールカウンセラーに準ずる者」は、俗に準スクールカウンセラー（準学校カウンセラー）とも呼ばれる。主に、精神科医以外の医師や臨床心理士資格取得見込者（専門職大学院などの臨床心理士指定大学院修了者）が該当。そのほか、地域によっては学校心理士、臨床発達心理士が該当

## スクールアドバイザー
スクールカウンセラーと同じく、教育機関において心理相談業務に従事する心理職専門家にスクールアドバイザー（SA）がある。
スクールカウンセラーはおもに文部科学省の事業として開始されたが、スクールアドバイザーは各地方自治体や教育委員会中心の事業として行われており、全ての都道府県で展開されているとは限らない。資格要件は、概ねスクールカウンセラーに準拠し、「臨床心理士」「精神科医」「大学教員」などの高度な心理職専門家人材が任用を受け職務に当たっている。
地方自治体主導のため、文部科学省主導のスクールカウンセラー事業に比して予算が限られており、スクールアドバイザーの活動は基本的に短期間限定である。したがって、非常勤とはいえ長期的に関わる勤務形態のスクールカウンセラーとは、心理相談業務に従事する心理職専門家としての立場は共通するが、その職務内容は幾分異なる。
すなわちスクールアドバイザーは、一定の期間関わることを前提とする児童・生徒との直接的な心理カウンセリングは原則として担当せず、教職員への心理コンサルテーションが主な職務内容となる。

## スクールソーシャルワーカー
一方、文部科学省が2008年度より開始した事業に「スクールソーシャルワーカー活用事業」がある。
ソーシャルワーカー（ケースワーカー）とは、主に社会的弱者への福祉相談業務に従事する福祉職専門家であり、スクールソーシャルワーカー（SSW）は、その中で教育機関において当該の任に就く者のことである。資格要件は、社会福祉士や精神保健福祉士などの有資格者のほか、過去に教育や福祉の分野において活動経験がある者も含むなど、人材の専門性は様々である。
文科省によると、全国のスクールソーシャルワーカーの人数は3852人（2021年度）で、配置は全国の中学校区ごとに週3時間が基本。スクールソーシャルワーカーをしている社会福祉士の雇用形態調査では、94%が非正規雇用の結果がある。
スクールカウンセラーおよびスクールアドバイザーとの同異については、児童・生徒、保護者、教職員へ専門的知識によって関わる点は両者ともに共通するところであるが、スクールカウンセラーおよびスクールアドバイザーが、児童・生徒、保護者、教職員などの「個人」の理解を起点として発生した問題に対応するのに対し、スクールソーシャルワーカーは、それらの個人により構築されている「環境」の理解を起点として発生した問題に対応する。
すなわちスクールソーシャルワーカーは、児童相談所を始めとした行政機関や社会資源などの外部機関と当該教育機関との連携環境の構築、あるいは保護者の経済状況や就労状況などの生活面で、特に重大な困難や福祉的援助の必要性が認められる家庭への、社会保障・生活保護提供などを含めた自立支援相談が具体的な職務内容となる。
しかしながら、無論スクールカウンセラーやスクールアドバイザーの職務や視点に「環境」のコーディネートは含まれ、スクールソーシャルワーカーの職務や視点にも「個人」のケアは含まれるため、職務遂行に当たって両者の立場が重なることがあり、お互いが戸惑いを覚え、現場の教職員はさらに戸惑う場合がある。
スクールカウンセラー、スクールアドバイザー、スクールソーシャルワーカーらは、旧来教職員のみで対応してきた業務を細分化し、それぞれを高度に専門化させた上で外部化しており、より充実した教育相談体制・教育機関支援体制を実現することを旨とする。それぞれの立場の職務を明確にすること、有効利用のための周知徹底、各々が専門家資源として効果的に機能するために有機的な連携を図ること、など教育体制により一層資することが今後望まれる。

## スクールカウンセラーとスクールソーシャルワーカーとの対比
スクールカウンセラーおよびスクールアドバイザーと、スクールソーシャルワーカーとの事例対応の対比について、近年増加傾向にある「児童・生徒への虐待が疑われる」旨の架空事例を例に、下記に双方の主な担当職務内容をまとめ、その同異を示す。ただし、それぞれの項目例はあくまでも概観であり、個別の事例により職務内容の実際は異なる。
```
教育現場において、教職員らにより「衣服・身体の不衛生さ」「傷・あざなどの不自然な外傷」「給食など食事への執着」「授業・学校行事に家庭が準備する物の不備」「家庭連絡・帰宅を極端に拒否する訴え」「周囲の大人への極端な甘え方」「情緒面・行動面の不安定さ」「問題行動増加・非行傾向」「遅刻欠席増加・不登校傾向」などに当てはまる問題が認められたある児童・生徒について、学校長や教頭などの管理職教員から、スクールカウンセラー、スクールアドバイザー、スクールソーシャルワーカーに専門的介入の依頼が行われた場合<ref name="bswph10">{{Cite web|和書|author=東京都福祉保健局|date=2010|url=http://www.fukushihoken.metro.tokyo.jp/jicen/gyakutai/leaf_txt/|title=「虐待かな？」と思ったら・・・。|accessdate=2010-12-22}}</ref>
```

|                            | スクールカウンセラー（SC）／スクールアドバイザー（SA） ※スクールアドバイザーは原則的に「教職員への主な対応」のみ担当 【公認心理師/臨床心理士／精神科医／大学教員】 | スクールソーシャルワーカー（SSW） 【社会福祉士／精神保健福祉士ほか】                               |
| -------------------------- | --- | -------------------------------------------------------------------------------------------------- |
| 児童・生徒本人への主な対応 | 家庭環境のヒアリング 臨床心理学／精神医学的分析・考察（心理面、発達面など） 心理カウンセリング（虐待（疑い）、二次的問題など）                                     | 家庭環境のヒアリング 社会福祉的判断（生活面、経済面など） ※心理カウンセリングなどは専門外          |
| 保護者への主な対応         | 養育状況のヒアリング 心理カウンセリング（育児ストレス、家庭問題など） 心理コンサルテーション（養育への臨床心理学／精神医学的助言）                                 | 養育状況のヒアリング 福祉生活相談（経済状況、就労状況など） 自立支援相談（社会保障、生活保護など） |
| 教職員への主な対応         | 心理コンサルテーション（事例への臨床心理学／精神医学的助言） | ケース会議の導入 外部機関からの情報のシェアリング                                                  |
| 外部機関に関連した主な対応 | 教育委員会との連携 児童相談所との連携 専門医療機関の受診促進 | 教育委員会との連携・仲介 児童相談所との連携・仲介 専門社会資源（医療を含む）との連携・仲介         |
| SC、SA、SSW                | | |

虐待が疑われる事例に接した際は、教職員、スクールカウンセラー、スクールアドバイザー、スクールソーシャルワーカーなどを全て含め、いかなる者であろうとも、「児童虐待の防止等に関する法律（児童虐待防止法）」第6条「児童虐待に係る通告」第1項に基づき、速やかに福祉事務所もしくは児童相談所に通告しなければならない。ただし、同法における「児童」の定義は『18歳に満たない者』であるため、明らかに18歳以上の者の被害が疑われる場合は、傷害事件などとして通常どおり警察への通報を行う。
教職員を始めとした教育機関の関係者は、児童虐待を発見しやすい立場にある一方、法的に守秘義務を負っているため、通常は職務上知り得た秘密を漏らしてはならないが、同第3項には『守秘義務に関する法律の規定は、第1項の規定による通告をする義務の遵守を妨げるものと解釈してはならない』との明記があり、児童虐待の通告は、守秘義務違反の罪には問われない。さらに、「個人情報の保護に関する法律（個人情報保護法）」第23条「第三者提供の制限」第1項第3号には『児童の健全な育成の推進のために特に必要がある場合であって、本人の同意を得ることが困難であるとき』を除くと明記され、個人情報保護法違反の罪にも問われない。「児童虐待の防止等に関する法律（児童虐待防止法）」第7条に基づき、通告をした者が特定されることはない。

## 現状と問題点

### 各教育機関における心のケアの現状
1970年代には既に法制度などが整備され、心理職専門家「school psychologist」が参画していたアメリカとは異なり、日本では長きにわたり教育機関における様々な事案には、当該教育機関に所属している教職員が中心的に対応してきた。しかし、昭和期や20世紀に比しての、不登校児童生徒数増加、対教職員・生徒間などの暴力行為発生件数増加などの既知の社会問題に加え、公的には因果関係などは断定されていないものの、背景として校内・学内でのいじめの存在や、いじめとの関連の可能性が取り沙汰される児童・生徒・学生の自殺は後を絶たないばかりか、1998年から年間30,000人を超え続けている自殺者のうち、生前就学年齢にあった者（19歳以下だった者）の中では、うつ病などの「健康問題」や日常の「学校問題」の悩みを自殺の原因・動機とする者が第1位と第2位を占める現状となっている。年代別の死因でも、思春期以降の15歳から19歳になると全死因中のトップは「自殺」になるなど、我が国の教育機関における就学年齢者への専門的な心のケアの充実は、いまだ途上の段階にある。

児童虐待防止のシンボルマーク「オレンジリボン」

2004年に改正施行された「児童虐待防止法」で、虐待が疑われる事例に接した際の児童相談所へ通告が国民の法的義務として課せられ、特に各教育機関においては、虐待が疑われる事例の発見・通告・事後対応に当たり、当該児童・生徒への配慮に加え、他の児童・生徒への配慮、教職員間での連携、対保護者への配慮、児童相談所との連携などに関して、担当教職員に一定の知識が要求されるなど、児童・生徒・学生のメンタルヘルス対策は、各教育機関にとって法的観点からも喫緊の課題となった。
教職員側のメンタルヘルスも近年の問題となっている。現在、教職員が行っている主な業務には、通常の各教科の授業やホームルームのほか、校務分掌により割り当てられた校務があり、放課後には授業や試験の準備と校務に加えて、部活動、児童会・生徒会活動、委員会活動など、各特別活動の顧問・指導に当たる必要がある。さらに、入学式、卒業式、始業式、終業式、修了式、授業参観、運動会・体育祭、文化祭、修学旅行など、各学期には定期的に様々な学校行事がひかえているため、それらの準備・事後処理も並行して行わなければならない。その上、生活指導、生徒指導、進路指導、三者面談、保護者面談など、各児童・生徒・学生個別の指導も同時に行う必要があるほか、昨今は、学級崩壊、小1プロブレム、中1ギャップ、モンスターチルドレン、モンスターペアレントなどを始めとした、旧来の指導経験では対処に苦慮し、場合によっては発達障害やパーソナリティ障害などの基礎知識も求められる問題への対応も迫られるなど、教職員の業務は多忙や困難を極めている。様々な課題に直面する教育現場で教職員の病気休職者数が年々増加し、そのうち、うつ病や適応障害などの精神疾患発病を理由とする休職者は、1990年代後半には30%〜40%程度の割合だったものが、2002年には50%を超え、2009年には63.3%に上り、人数も全国約5,500人に達していることに加え、学校長を始めとした教職員の自殺も発生している。
他方、指導力不足教員の存在や、モラルの欠如した教職員による体罰、わいせつ行為、児童買春など、本来は児童・生徒・学生を守る立場の教職員が、逆に加害者となる事件・不祥事も断続的に報道されており、それにより児童・生徒・学生や保護者が教職員に対して不信感を抱いたり、心理的に不安定になったりする事例が散見されている。神戸連続児童殺傷事件、附属池田小事件、佐世保小6女児同級生殺害事件、中央大学教授刺殺事件、取手駅通り魔事件を始め、学校現場や通学路が巻き込まれたり、意図的に狙われたりする犯罪も発生しており、そのような緊急時には、児童・生徒・学生、保護者や教職員はもちろん、周辺地域住民も含めた事案関係者らが急性ストレス障害、PTSD、心身症などを発症することがあり、特に即応的で丁寧な心のケアが必要と指摘されている。
文部科学省は2007年に、多様な分野の有識者から成る審議会「教育相談等に関する調査研究協力者会議」で、「児童生徒の教育相談の充実について ―生き生きとした子どもを育てる相談体制づくり―」と報告書を取りまとめ、学校教育で課題や児童・生徒・学生に関わる問題が多様化・深刻化している現状から、児童・生徒・学生の多様な悩みや相談に対応する専門家としてのスクールカウンセラーの参画活用と、スクールカウンセラー事業の順次拡充などを改めて提言し、各教育機関における心のケアを今後より一層充実させるよう唱えた。同報告書の中でスクールカウンセラーの担当職務内容について、従来の文部科学省の任用規程に掲げられている「児童・生徒との心理カウンセリング」や「保護者・教職員への助言・援助などの心理コンサルテーション」に加え、事故・事件発生による児童・生徒・学生や保護者のPTSDなどを防ぐための「緊急時の心のケア」や、ストレスによる教職員の休職や不祥事などを防ぐための「教職員のメンタルヘルスケア」の担い手としての役割も期待することが述べられている。これを受け、一部の地方自治体に設置されている学校問題解決支援チームには、医師、弁護士、臨床心理士、警察官OBなどとともに当該自治体スクールカウンセラーが参画するなど、同報告書は、国や各教育委員会、および各教育機関などの教育関係者がスクールカウンセラーを活用する際の、今後の取組指針となっている。

### 効果・評価と活用・配置の現状
スクールカウンセラー導入後の効果・評価、およびスクールカウンセラー活用・配置の状況について、中央省庁は様々な調査を行っている。例えば、2005年度に文部科学省が取りまとめた「児童生徒の問題行動等生徒指導上の諸問題に関する調査」によると、「不登校児童生徒への指導の結果、登校するようになった児童生徒に特に効果があった学校の措置」の中で、学校内での指導の改善工夫として「スクールカウンセラー等が専門的に指導にあたった」と回答した学校が最も多く、不登校対応への効果が報告された。「不登校児童生徒が相談，指導，治療を受けた機関等」の回答においても、「スクールカウンセラー等による専門的な相談」が最も多く、普段通学している各学校にて無料で相談できる点など病院や児童相談所よりも身近な専門家としてスクールカウンセラーが位置づけられていた。「暴力行為発生件数」「不登校児童生徒数」「いじめ発生件数」のいずれにおいても、スクールカウンセラーを2年以上継続的に配置した学校は全国平均よりも発生状況が低く、中長期継続的な関わりによる予防的効果が報告された。これらの構成比は、2010年度発表の同調査においても同様の集計結果となっており、スクールカウンセラー導入後の追跡調査によって効果の定着が報告されている。
一方、2004年度に財務省が発行した「総括調査票」によると、「臨床心理士」「精神科医」「大学教員」を資格要件とする「（正規の）スクールカウンセラー」と、主に精神科医以外の医師や臨床心理士資格取得見込者（専門職大学院などの臨床心理士指定大学院修了者）を資格要件とする「スクールカウンセラーに準ずる者（準スクールカウンセラー）」の比較について、「問題行動件数」のみに限定して着目し、「（正規の）スクールカウンセラー」を配置した場合は全国平均よりも発生状況が低いことを改めて報告した上で、「スクールカウンセラーに準ずる者（準スクールカウンセラー）」も併用して配置した場合にはさらに発生状況が低い自治体の例があると指摘している。2010年度の同調査票の中では、配置している者が「（正規の）スクールカウンセラー」であるのか「スクールカウンセラーに準ずる者（準スクールカウンセラー）」であるのかを配置先の当該校側へ明確に知らせていない自治体が約4割に上ることを指摘し、それと関連して「スクールカウンセラーに準ずる者（準スクールカウンセラー）」でも「（正規の）スクールカウンセラー」と同等の活動ができると思っている自治体が約6割あったとも報告しており、「（正規の）スクールカウンセラー」と「スクールカウンセラーに準ずる者（準スクールカウンセラー）」の区別の明確な周知とともに積極的な活用を提案している。
スクールカウンセラーの活用と配置で認められた相応の効果に対する評価や、そのための大前提とされている「第三者性・外部性の確保」の重要視は両省ともに共通するところであるが、現場の各教育機関を所管する立場の文部科学省は、倫理的観点からもより専門性の高い「（正規の）スクールカウンセラー」の活用を基本と掲げているのに対し、予算を管轄する立場の財務省は、より人件費の安い「スクールカウンセラーに準ずる者（準スクールカウンセラー）」の併用も提案しており、省としての立場や理念の違いから、両省が打ち出す方針・見解には相違が見られる部分がある。
他方、スクールカウンセラーについての調査の中でも、教育相談や生徒指導をより充実させるために行われた全国規模の現場調査に「教育相談等に関するアンケート」がある。同アンケート調査は2006年度〜2007年度にかけて実施・取りまとめられたもので、全国62の都道府県・政令指定都市における小学校、中学校、高等学校、教育委員会（大学は独自採用のため）を対象とし、スクールカウンセラー導入後の効果・評価、およびスクールカウンセラー活用・配置の状況から今後の要望に至るまでの回答を募るなど、スクールカウンセラーに関する現状や現場ニーズの包括的な把握・考察を試みた、全国規模の施策参考用アンケート調査である。ついては、下記に同アンケート調査の各設問における回答と構成比をまとめ、それぞれを表に示す。

#### 調査結果の内訳
|                                                              | 小学校 | 中学校 | 高等学校 |
| ------------------------------------------------------------ | ------ | ------ | -------- |
| 児童・生徒からの相談                                         | 21.9%  | 44.4%  | 50.7%    |
| 保護者からの相談                                             | 28.3%  | 19.2%  | 12.8%    |
| 教職員からの相談                                             | 43.0%  | 31.4%  | 34.5%    |
| その他（事件等にかかわる緊急支援、病気休暇教諭との面談など） | 6.5%   | 4.6%   | 1.8%     |

| | 小学校 | 中学校 | 高等学校 |
| --- | ------ | ------ | -------- |
| 学校の相談体制の中核的な役割を果たしていると認識している                                                                      | 13.6%  | 14.1%  | 22.8%    |
| 生徒や保護者が気軽に悩みを打ち明ける存在として、必要な存在と感じている                                                        | 31.8%  | 27.8%  | 14.0%    |
| 教員とは異なる観点を持つ外部の専門家という位置づけで、効果があると感じている                                                  | 47.7%  | 53.3%  | 59.6%    |
| スクールカウンセラーとのコミュニケーションが不足していることなどにより、 学校として、必ずしも有効に活用されているとは言えない | 4.5%   | 1.9%   | 0%       |
| スクールカウンセラーに相談する生徒があまり見られないなど、 学校としてスクールカウンセラーの活用に疑問を感じている             | 0%     | 0%     | 0%       |
| スクールカウンセラー以外の外部の専門家や人材の活用がもっと必要である                                                          | 0%     | 0.9%   | 1.8%     |
| その他 | 2.3%   | 2.0%   | 1.8%     |

| | 小学校 | 中学校 | 高等学校 |
| --- | ------ | ------ | -------- |
| 教育相談主事（仮称）を中心とする教育相談部を生徒指導部と同様の位置づけとして設置する                                              | 12.5%  | 28.9%  | 26.8%    |
| 教育相談担当のような教育相談を中心になって進めるための者を置く                                                                    | 55.0%  | 45.0%  | 50.0%    |
| 学校内が一体となって取り組むことができるよう、教員間の連携を強める。 それにより、教育相談によって得られた情報等を教員間で共有する | 65.0%  | 76.9%  | 75.0%    |
| スクールカウンセラーの配置又は充実を図る                                                                                          | 82.5%  | 66.8%  | 83.9%    |
| スクールカウンセラー以外の外部の専門家との連携を図る                                                                              | 27.5%  | 18.5%  | 17.9%    |
| 地域や保護者との連携を充実し、生徒に関するきめ細かな対応をより可能にする                                                          | 47.5%  | 39.5%  | 28.6%    |
| その他 | 2.5%   | 4.6%   | 7.1%     |

|                          | 小学校 | 中学校 | 高等学校 |
| ------------------------ | ------ | ------ | -------- |
| 週1回                    | 41.0%  | 68.1%  | 37.5%    |
| 週2回                    | 0%     | 13.6%  | 8.9%     |
| その他（月2回、3回など） | 59.0%  | 18.2%  | 53.6%    |

|                                                                    | 小学校 | 中学校 | 高等学校 | 都道府県・政令指定都市 教育委員会 |
| ------------------------------------------------------------------ | ------ | ------ | -------- | --------------------------------- |
| 連日の勤務が望ましい                                               | 20.0%  | 25.4%  | 13.0%    | 19.4%                             |
| 連日ではなく、週2日又は週3日のように 1週間に複数日の勤務が望ましい | 50.0%  | 49.3%  | 50.0%    | 54.8%                             |
| 勤務日数よりも、1日当たりの勤務時間の拡大が望ましい                | 5.0%   | 6.9%   | 14.8%    | 14.5%                             |
| 現状の勤務形態が概ね適当                                           | 20.0%  | 14.1%  | 11.1%    | 4.8%                              |
| 相談効果があまり見られず、それほど必要性が感じられない             | 0%     | 0.2%   | 1.9%     | 0%                                |
| その他                                                             | 5.0%   | 4.2%   | 9.3%     | 6.5%                              |

| | 都道府県・政令指定都市 教育委員会 |
| --- | --------------------------------- |
| 現状のように中学校に重点的に配置。可能な限り1校1人の配置が望ましい                                      | 40.3%                             |
| 現状のように中学校に重点的に配置。教育センターや拠点校等に配置し、1人が複数学校を担当する配置が望ましい | 8.1%                              |
| 中学校同様、小学校にもできる限り配置することが望ましい                                                  | 72.6%                             |
| 中学校同様、高等学校にもできる限り配置することが望ましい                                                | 59.7%                             |
| 小学校、中学校、高等学校のどこにどのように配置するかは、弾力的に対応することが望ましい                  | 25.8%                             |
| 現状よりも配置を縮小することが望ましい                                                                  | 1.6%                              |
| その他                                                                                                  | 9.7%                              |

全国の都道府県・政令指定都市の各教育機関や各教育委員会のスクールカウンセラー現場アンケート調査結果で、小学校段階では「教職員からの相談」、中学校・高等学校段階では「児童・生徒本人からの相談」を中心として（表1）、「既存の教職員とは異なる観点を持つ外部の専門家」という位置づけで機能しており（表2）、今後の「継続的な配置」や「拡大による充実」を要望する意見が全体の80%以上に達するなど（表3）、1995年の事業開始から10年以上が経過してスクールカウンセラーが定着した今日では、一定の評価が現場の実感として受け止められている。
現在のスクールカウンセラーの勤務形態は「週1回」「月2回、3回など」の合計が約90%を占めるなど（表4）、来校の頻度が依然低いことから、「連日の勤務」や「週2日・週3日のように1週間に複数日の勤務」が望ましいとして、現状の勤務形態をより増加・拡大させることを要望する回答が合計70%以上である（表5）。各教育委員会側からも、現状の「中学校重点配置」に加え、中学校と同様に小学校・高等学校にもできる限り配置することを望む声が約60%から70%以上である（表6）。

#### 不安定な勤務形態
スクールカウンセラーの勤務形態の不安定さは、児童・生徒・学生、保護者、教職員などの利用者側への影響だけでなく、スクールカウンセラー任用者の処遇的観点からも問題点があるとして不備が指摘されている。例えば、文部科学省諮問機関である「教育相談等に関する調査研究協力者会議」が取りまとめた調査研究によると、教育臨床現場において、時に自殺、自傷行為、虐待を始めとした事案の訴えがあるなど、思春期前後の多感な発達段階にある利用者の生命・身体・精神・生活の根幹への関わりを日常的業務とし、そのほかにも、様々な価値観を持つ保護者や様々な信条を持つ教職員への助言・援助、ならびに緊急時の心のケアや予防的メンタルヘルスケアも業務範囲に含むとされるスクールカウンセラーの平均時間給は、全国的に約5000円前後の水準とされ、要求される高度な専門性に比例して高給に見えるが、文部科学省の任用規程に掲げられている「週8から12時間」の勤務形態のうち、いまだ活用体制の整備が遅れている自治体があるため、実際の平均的な勤務形態は「週4〜8時間」に留まっている現状がある。
したがって、平均月給換算すれば「8万円〜16万円」程度でしかなく、さらに「非常勤任用」のために、保険料・年金などの福利厚生、出張費などの諸経費、病気休暇・傷病手当金などの社会保障も認められないことが多い。その上、春休み、夏休み、冬休みなど、教育機関の長期休暇中は実勤務不可能として報酬が支払われないことが多く、賞与なども無いため、通算の実勤務は「年間35週」前後と見積もられている。スクールカウンセラーの平均年収は額面で「140万円（最低70万円から最高210万円）」が現状で、臨床心理学系修士や医師免許が必須要件とされる職務の任用だが収入はワーキングプア水準で、1か所の教育機関では安定した生活が困難で、複数を掛け持ち、異なる医療機関や研究機関にも所属、クリニックや相談室など私設開業を並業、などスクールカウンセラーに兼業する専門家が多い。
ただし、不安定な勤務形態が逆に奏功している点として、来校頻度が低いことで、児童・生徒・学生、保護者などの利用者や他の教職員との馴れ合いが生じにくく、その結果「第三者性・外部性の確保」を支持している側面があるため、勤務形態の増加・拡大や常勤化を実施する際は、単に機械的に行うのではなく、「第三者性」「外部性」を継続的に確保できるよう、業務上の配慮や他の教職員との共通理解が特に必要とされる。

### 名称をめぐる混同
スクールカウンセラーの名称で、「スクール」の部分を「学校」と和訳し、「カウンセラー」の部分から「心理士」を連想し、その2つを組み合わせ「スクールカウンセラー」＝「学校心理士」と誤解される場合がある。「学校心理士」資格は日本に存在し、大学院課程修了を一部要件に含む専門性の高い心理士資格だが、教育職員免許状の所有や教職員活動経験が基本要件とされている資格取得条件上、学校心理士有資格者には教員在職者や教職員OBが多く、そもそもとして既存の教職員関係者とは異なる「第三者性」「外部性」を有する心理職専門家であることが「第三者性・外部性の確保」として倫理的な大前提とされている文部科学省の任用規程においては、学校心理士は「スクールカウンセラーに準ずる者（準スクールカウンセラー）」のひとつである。「スクールカウンセラーに準ずる者（準スクールカウンセラー）」は、正規のスクールカウンセラー資格要件を満たす高度な心理職専門家人材が少ない地域などにおいて理由に合理性が認められる場合に任用されることがあり、「スクールカウンセラーに準ずる者（準スクールカウンセラー）」も、便宜上自身を広義のスクールカウンセラーと呼ぶ場合はある。
日本のスクールカウンセラーは、アメリカで「school psychologist」に相当する。アメリカにも「school counselor」職種は存在するが、業務は日本においてのキャリアカウンセラーに近い。上記の「学校心理士」資格の英語表記は「school psychologist」とされており、こちらも混同されやすい。
アメリカにおける事例などが日本で一般向けに報道・引用される際は、「school psychologist」「school counselor」「guidance counselor」などを総じた訳語として「スクールカウンセラー」の名称が用いられる。例えば、アメリカのポップ歌手レディー・ガガがBorn This Way Foundationを設立する契機となったJamey Rodemeyerの自殺事件の際も、「guidance counselor」は日本の制度に合わせ「スクールカウンセラー」と報道された。